# Battaglia di Yaguajay
La battaglia di Yaguajay fu uno scontro armato avvenuto tra il 19 ed il 30 dicembre 1958 nell'ambito della rivoluzione cubana. Il netto successo dei castristi spalancò in maniera decisiva le porte del potere politico agli uomini di Fidel Castro e costrinse alla fuga Fulgencio Batista.

## Antefatti
Dopo il fallimento dell'operazione Verano ed i successi nelle battaglie di La Plata e Las Mercedes (dovuti il primo alla superiorità militare ed il secondo alla furbizia), Fidel Castro si convinse a combattere non più in luoghi bucolici ed isolati ma all'interno delle grandi città.
Castro decise di dividere il suo esercito in due colonne: una (guidata da lui, suo fratello Raul e Juan Almeida Bosque) avrebbe puntato verso le provincie orientali mentre l'altra (sotto il comando di Camilo Cienfuegos, Che Guevara e Jaime Vega) avrebbe liberato Yaguajay, Santa Clara e L'Avana.
Vega subì un'imboscata e morì insieme a tutto il suo plotone; Fidel Castro dovette quindi procedere ad un'ulteriore divisione: Cienfuegos si sarebbe occupato di Yaguajay mentre il Che avrebbe pensato a Santa Clara ed eventualmente all'Havana. Quando arrivò alle porte di Yaguajay, Cienfuegos aveva a disposizione solo 60 uomini, ma l'arrivo di altri 230 barbudos e l'ingresso di numerosi volontari fece ingrossare le sue file fino a 450 militari o forse poco più.

## La battaglia
La guarnigione batistiana che difendeva la città constava di 250 uomini al comando del capitano cubano di origini cinesi Alfredo Abon Lee: il vecchio rivale di Castro Eulogio Cantillo aveva infatti perso la fiducia di Batista dopo Las Mercedes ed inoltre lo stesso Cantillo era giunto a concludere un accordo con il lìder maximo (che poi non rispettò, venendo per questo condannato a qualche anno di carcere).
Lee inizialmente voleva ritirarsi, ma la convinzione che sarebbero arrivati rinforzi da Santa Clara gli fece cambiare idea. Cienfuegos tentò inizialmente la tattica dell'assalto frontale, che non riuscì; dopo una settimana di scontri, il 26 dicembre tornò alla vecchia strategia della guerriglia ma anche questa non diede i risultati sperati: i regolari sembrano insormontabili e Lee, anche senza rinforzi, non era disposto ad arrendersi.
I rivoluzionari costruirono allora in tutta fretta un carro armato, che aveva una mitragliatrice calibro .50, ma anche questa mossa fu infruttuosa. Cienfuegos non perse però la calma (qui sta il suo principale merito in questa battaglia) e cominciò ad ordinare piccoli attacchi di logoramento verso il nemico, che fu stretto alle corde.
Senza più munizioni, il 30 dicembre Lee fu costretto alla resa senza condizioni: Cienfuegos fece catturare tutti i suoi uomini ma preferì non condannare a morte nessuno di loro.

## Risultati e conseguenze
Nella battaglia di Yaguajay si verificarono per la prima volta da quando era scoppiata la rivoluzione cubana quattro eventi tra le file dei castristi:
- Per la prima volta erano in superiorità numerica
- Tentarono la strategia dell'assalto frontale
- Non erano capitanati in battaglia da Fidel Castro
- Liberarono una città metropolitana di grandi dimensioni

Il successo diede gloria militare a Cienfuegos che venne infatti soprannominato "l'eroe di Yaguajay"; l'esito vittorioso di questo scontro permise a Che Guevara di combattere con più calma la battaglia di Santa Clara, l'ultima e decisiva tappa della rivoluzione cubana.